# Emmanuelle Charpentier
Emmanuelle Marie Charpentier (Juvisy-sur-Orge, 1968. december 11. –) mikrobiológiával, genetikával és biokémiával foglalkozó francia professzor. 2015 óta ő a berlini Max Planck Fertőzésbiológiai Intézet igazgatója. 2018-ban egy független kutató intézetet alapított, melynek a Patogének Tudományának Max Planck Egység nevet adta. 2020-ban Charpentier és Jennifer Doudna kapta meg a kémiai Nobel-díjat a genómszerkesztés módszerének kidolgozásáért.

## Tanulmányai
1968-ban Franciaország Juvisy-sur-Orge településén született. Charpentier biokémiát, mikrobiológiát és genetikát tanult a Pierre és Marie Curie Egyetemen, mely ma a párizsi Sorbonne Egyetem Természettudományi Kara. A Pasteur Intézetben tanult 1992 és 1995 között, ahol kutató doktorit szerzett. Charpentier PhD projektje az antibiotikumokra kialakuló rezisztencia során fellépő molekuláris folyamatokat vizsgálta.

## Karrierje és kutatása

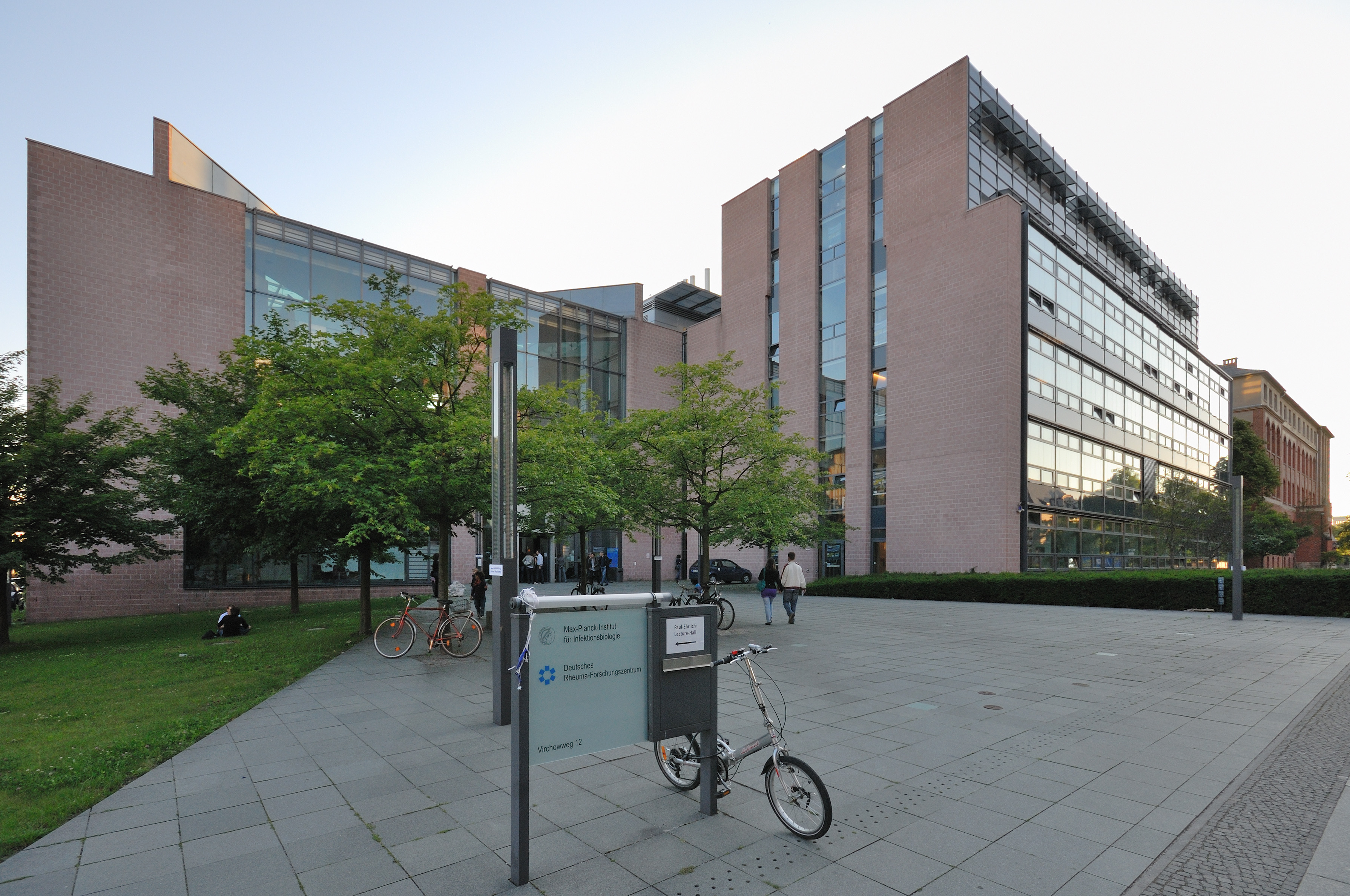
A Max Planck Fertőzésbiológiai Intézet Berlinben

Charpentier egyetemi tanársegédként kezdte pályafutását a Curie-n 1993 és 1995 között, majd a Pasteur Intézetben lett doktorvégzett tag 1995-1996-ban. 1996-1997-ben az USA-ban a Rockefeller Egyetemen New Yorkban  dolgozott hasonló pozícióban. Ezalatt Charpentier dolgozhatott Elaine Tuomanen mikrobiológus laborjában. Tuomanen laboratóriuma azt vizsgálta, a Streptococcus pneumoniae patogén hogyan használja a mobil genetikai részeit, hogy megváltoztassa a genomját. Charpentier is segített abban, hogy demonstrálják, az  S. pneumoniae hogyan fejleszti ki a vakcinatűrő képességét.
1997 és 1999 között adjunktus kutatóként dolgozott a New York-i Egyetemi Kórházközpontban. Itt Pamela Cowin laboratóriumában dolgozott. Cowin érdeklődési területe a bőrsejtek génváltozásai voltak az emlősök területén. Charpentier írt egy tanulmányt az egerek szőrnövekedésének szabályosságairól. 1999-től 2002-ig adjunktus kutatóként dolgozott a St. Jude Kutató Gyermekkórházban és a Skirball Biomolekuláris Gyógyszerészeti Intézetben New Yorkban.
Miután öt évet az Egyesült Államokban töltött, visszatért Európába, ahol 2002 és 2004 között a Bécsi Egyetem Mikrobiológiai és Genetikai Intétetében laborvezető és vendégprofesszor volt. 2004-ben publikálta tanulmányát arról, mely RNS komponensek felelősek a Streptococcus pyogenes fertőzőképességéért. 2004 és 2006 között a Mikrobiológiai és Immunbiológiai Intézet laborvezetője és adjunktusa lett. 2006-ban magándocens lett és a Molekulárisbiológiai Intézeten habilitált. 2006 és 2009 között a Max F. Perutz Laboratóriumok laborvezetője és adjunktusa lett.
Charpentier Svédországba költözött, ahol az Umeåi Egyetem Molekuláris Fertőzések Gyógyítása részlegen lett laborvezető és adjunktus. Ezeket a tisztségeket 2009 és 2014 között töltötte be, majd vendégtanárként irányította a laboratóriumot. Innét Németországba költözött, ahol professzor és részlegvezető lett a Helmholtz Fertőzéskutatási Központban, Braunschweigben és a Hannoveri Orvosi Iskolában. Ezeket a tisztségeket 2013-tól 2015-ig töltötte be. 2014-ben Alexander von Humboldt Professor lett.
2015-ben Charpentier elfogadta a német Max Planck Társaság felkérését, hogy legyen a társaság tudós tagja és a berlini Max Planck Fertőzésbiológiai Intézetének az igazgatója. 2016 óta a berlini Humboldt Egyetem címzetes professzora, 2018 óta pedig alapító és aktuális igazgatója a Max Planck Patológiai Tudományok Egységének. Charpentier 2017-ben visszavonult az Umeåo egyetem látogató professzori posztjáról, mert a Kempe Alapitvány és a Knut és Alice Wallenberg Alapítvány támogatásai lehetővé tették, hogy több fiatal kutatónak adjanak esélyt a MIMS laboratórium kutatócsoportjain belül.